# Bellagio Road
Die Bellagio Road ist eine Straße im Stadtviertel Bel Air von Los Angeles. Sie beginnt im Osten an der Bel Air Road und endet im Westen an der Casiano Road. Die Straße verläuft unmittelbar nördlich des Sunset Boulevard und wird am Zusammentreffen mit der Chalon Road durch diese unterbrochen; das heißt, die Bellagio Road trifft im Osten auf die Chalon Road und wird erst wenige Hundert Meter südlich in westlicher Richtung fortgesetzt.

## Berühmte Anwohner
Die Bellagio Road ist eine der von wohlhabenden Unterhaltungskünstlern bevorzugten Adressen.
Im Bereich östlich der Chalon Road lebten unter anderem  Lauren Bacall, Carole Bayer Sager, Cindy Crawford, Richard Gere, Cary Grant, Alfred Hitchcock, Whitney Houston, Howard Hughes, Barbara Hutton, Grace Kelly kurzzeitig mit Fürst Rainier, Ray Milland, Robert Montgomery, Elvis Presley, Peter Ustinov und Renée Zellweger.
Westlich der Chalon Road wohnten unter anderem Mick Fleetwood, John Forsythe, Rita Hayworth, Peggy Lee und Jo Stafford.